# Darevskia clarkorum
Darevskia clarkorum је гмизавац из реда Squamata.

## Угроженост
Ова врста се сматра угроженом.

## Распрострањење
Врста је присутна у Грузији и Турској.

## Станиште
Станиште врсте су планине од 1500 до 2200 метара надморске висине. 
Врста је присутна уз подручје Црног мора.